# نمازغاه تبه
نمازغاه تبه، هو موقع أثري من العصر البرونزي (مجمع باكتريا - مارجيانا الأثري) في تركمانستان، يبعد حوالي 100 كم شرق عشق آباد قرب الحدود الإيرانية. نُقب في الموقع بواسطة فاديم ميخائيلوفيتش ماسون وفيكتور ساريانيدي وإ.إن خلوبين من خمسينيات القرن الماضي، وقد وضع الموقع التسلسل الزمني لمواقع العصر البرونزي في تركمانستان (نمازغا الثالث والسادس).
سبقت حضارة نمازغاه في المنطقة حضارة جيتون [الإنجليزية] .

## التسلسل الزمني
من المعتقد أن حضارة أناو في تركمانستان سبقت حضارة نمارغاه في المنطقة إلى حد كبير. فترة نمارغاه الأولى (حوالي 4000-3500 قبل الميلاد) ،  تعتبر معاصرة لفترة أناو آي بي 2.
نمارغاه الثالثة (حوالي 3200-2800) مستوطنة قرية في العصر النحاسي المتأخر، ونمارغاه الرابعة (حوالى 2800-2400 قبل الميلاد) موقعًا حضريًا بدائيًا، كلتاهما تنتميان إلى حقبة الأقلمة المتأخرة.
نمارغاه الخامسة (حوالي 2400-2000 قبل الميلاد)، تنتمي لحقبة التكامل أو فترة "الثورة الحضرية" التي تتبع نموذج الأناضول مع القليل من الري أو دونه. ظهرت نمارغاه تبه مركزًا من المحتمل حكوميًا للإنتاج، يُغطي حوالي 60 هكتارًا ، ومن المرجح أن تكون ألتين تبه عاصمة ثانوية. حوالي 1600 قبل الميلاد ، تم التخلي عن ألتين تبه، وتقلصت نمازغاه تبه إلى جزء صغير من حجمها السابق.
تتميز نمارغاه السادسة في العصر البرونزي المتأخر (حوالي 1800-1500 قبل الميلاد)، كجزء من حقبة التوطين بتوغل الرعاة الرحل من حضارة أليكسييفكا و/ أو حضارة سروبنا .
كانت هناك أيضًا أواني فخارية مرسومة مفصلة موجودة في هذا الموقع.
يوضح الجدول التالي التسلسل الزمني لحضارة نمارغاه.
| الفترة                                              | تواريخ                  |
| --------------------------------------------------- | ----------------------- |
| العصر الحجري الحديث لنوع جيتون                      | 5000 – 6200 قبل الميلاد |
| العصر النحاسي البدائي (Anau Ia)                     | 4800 – 5200 قبل الميلاد |
| أوائل العصر الحجري النحاسي (نمارغاه الأول)          | 4000 – 4800 قبل الميلاد |
| منتصف العصر النحاسي (نمازغا الثاني)                 | 3500 – 4000 قبل الميلاد |
| أواخر العصر الحجري النحاسي (نمارغاه الثالثة)        | 3000 – 3500 قبل الميلاد |
| أوائل البرونز (نمارغاه الرابعة)                     | 2500 – 3000 قبل الميلاد |
| الميدالية البرونزية (نمارغاه الخامسة)               | 2200 – 2500 قبل الميلاد |
| أواخر البرونز (نمارغاه السادسة)                     | 1500 – 2200 قبل الميلاد |
| أواخر البرونز (مارجيان، مرحلة جونور)                | 1800 – 2200 قبل الميلاد |
| أواخر العصر البرونزي (مارجيان ، مرحلة توغولوك)      | 1500 – 1800 قبل الميلاد |
| الحديد المبكر (ياز الأول)                           | 1100 – 1500 قبل الميلاد |
| Archaic Dehistan (جنوب غرب تركمانستان)              | 500 – 1300 قبل الميلاد  |
| ما قبل الأخمينية والأخمينية (ياز الثاني إلى الثالث) | 1100 – 329 قبل الميلاد  |

## روابط خارجية
- مدخل Altin Tepe في الموسوعة الإيرانية